# Vallis

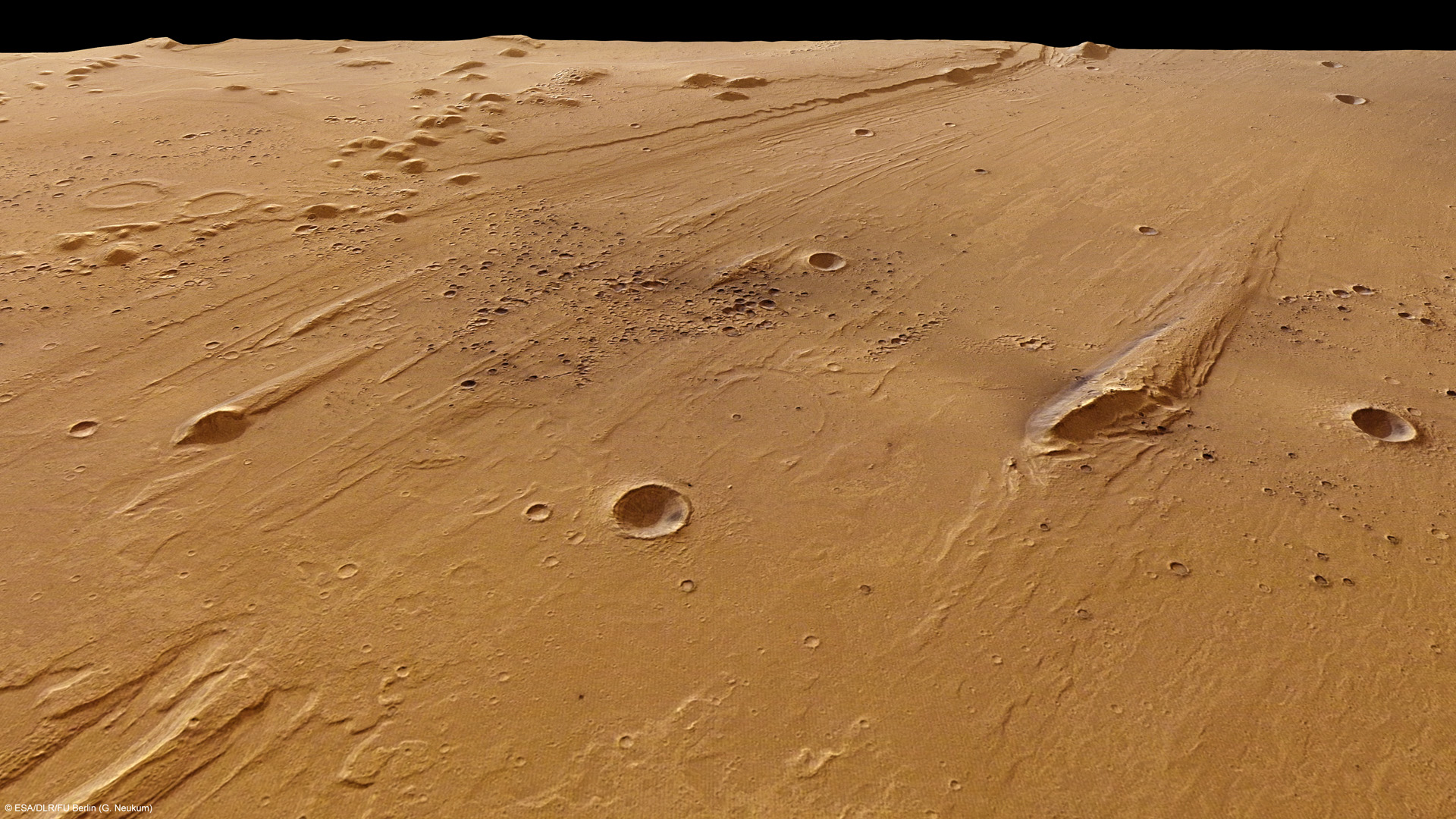
Vista en perspectiva del Ares Vallis en Marte. Se han erosionado islas aerodinámicas en el fondo del valle, lo que indica la dirección que tomó el agua.

Vallis o valles (plural valles) es la palabra latina para valle, utilizada en geología planetaria para nombrar características de forma de relieve en otros planetas.
Los científicos usaron la palabra vallis para denominar los antiguos valles fluviales que descubrieron cuando enviaron las primeras sondas a Marte. Los orbitadores del Programa Viking causaron una revolución en nuestras ideas sobre la presencia de agua en Marte, al encontrar enormes valles fluviales en muchas áreas. Las cámaras de las naves espaciales mostraron que las inundaciones atravesaron presas, excavaron valles profundos, erosionaron surcos en el lecho rocoso y recorrieron miles de kilómetros. Algunos valles en Marte (como Mangala Vallis, Athabasca Vallis, Granicus Vallis y Tinjar Valles) comienzan claramente en forma de fosas. Por otro lado, algunos de los grandes canales de salida comienzan en áreas bajas llenas de escombros, llamadas caos o terreno caótico. Se ha sugerido que enormes cantidades de agua quedaron atrapadas bajo presión por debajo de una gruesa criósfera (capa de suelo congelado). Luego el agua se habría liberado repentinamente, quizás tras la ruptura de la criósfera por una falla.

## Nirgal Vallis
Nirgal Vallis es una de las redes de valles más largas de Marte. Es tan extensa que se encuentra en más de un cuadrángulo. Los científicos no están seguros de cómo se formaron todos los antiguos valles fluviales. Hay evidencia de que en lugar de lluvia o nieve, el agua que formó los valles se originó de manera subterránea. Un mecanismo que se ha avanzado es el minado (en inglés, sapping). Al minar, el suelo simplemente cede a medida que sale el agua, formando nichos y afluentes rechonchos. Estas características son visibles en la imagen del cuadrilátero Coprates de Nigal Vallis tomada por THEMIS de Mars Odyssey.

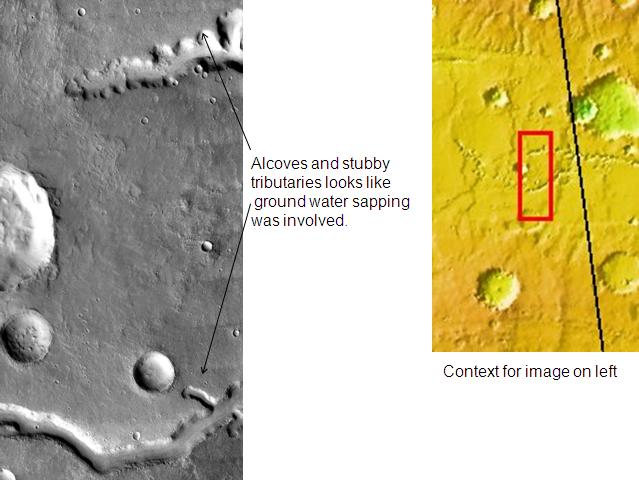
Nirgal Vallis, que corre en dos cuadriláteros, tiene características que se parecen a las causadas por el minado. Foto tomada con THEMIS.
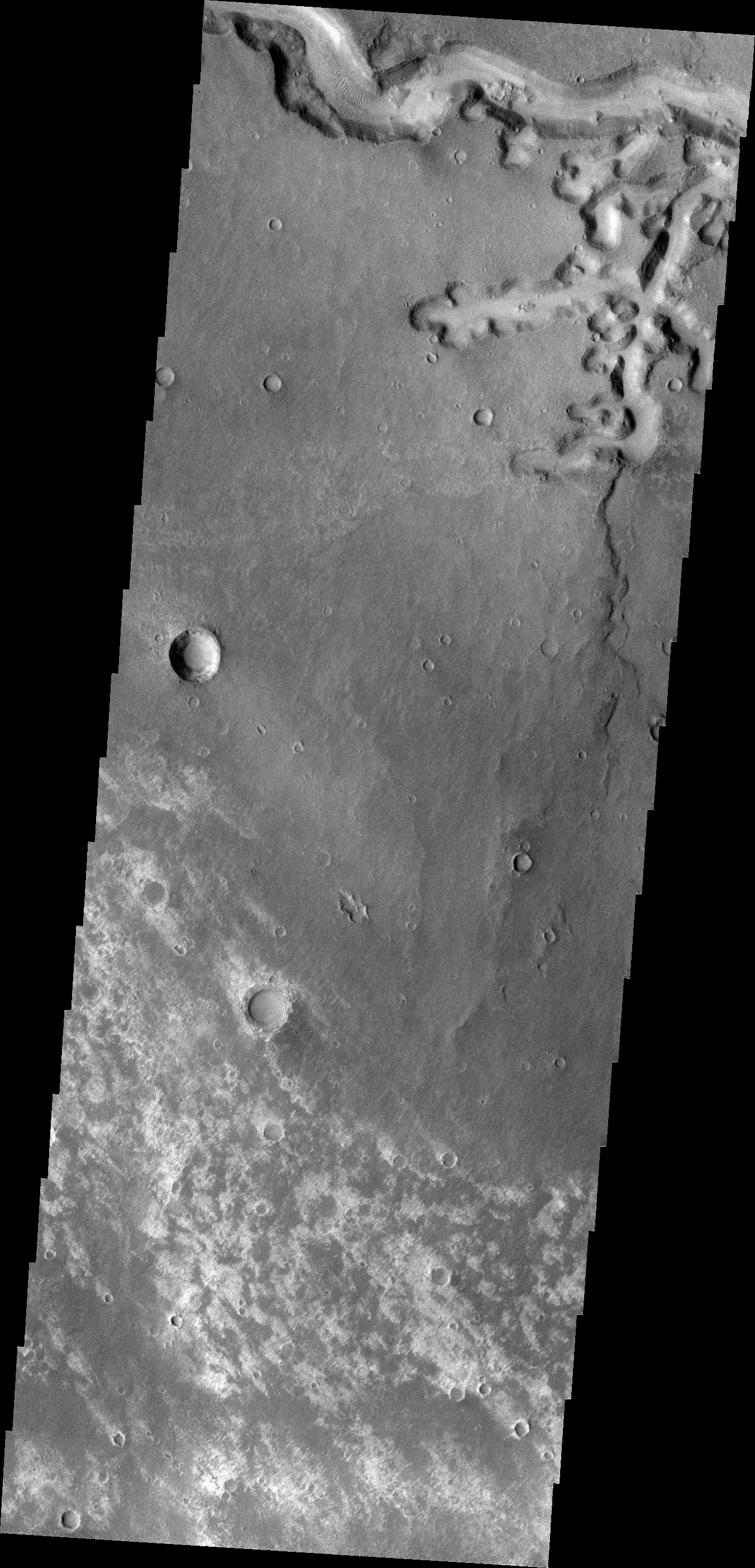
Nirgal Vallis, visto por THEMIS.
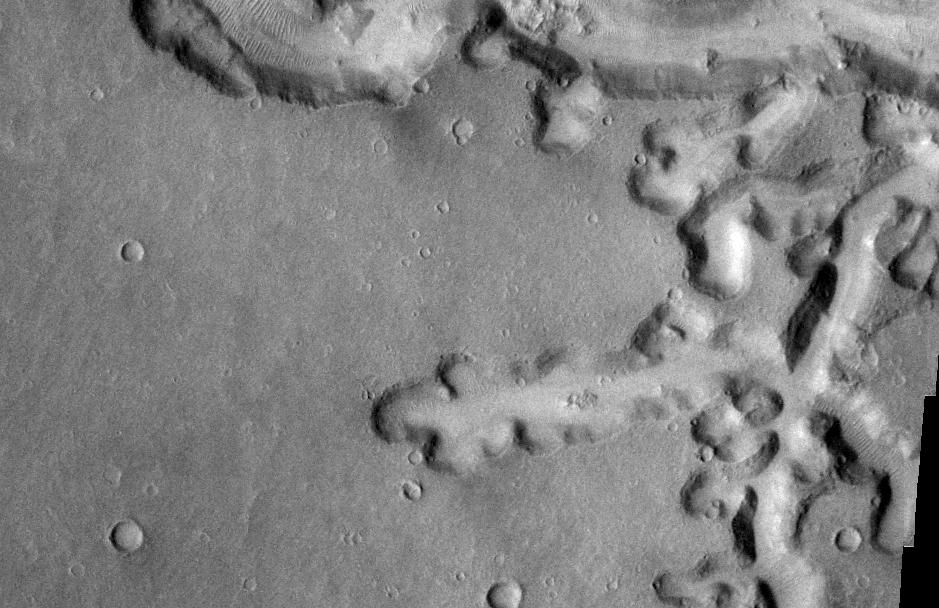
Primer plano de Nirgal Vallis, visto por THEMIS.

## Kasei Valles
Kasei Valles, una de las características más significativas del cuadrángulo de Lunae Palus, es uno de los canales de salida más grandes de Marte. Como otros canales, fue tallado por agua líquida, probablemente durante inundaciones gigantescas.
Kasei tiene unos 2,4 km de largo. Algunas secciones tienen 300 km de ancho. Comienza en Echus Chasma, cerca de Valles Marineris, y desemboca en Chryse Planitia, no lejos de donde aterrizó Viking 1. Sacra Mensa, una gran meseta, divide Kasei en los canales norte y sur.

Los científicos sugieren que se formó tras varios episodios de inundaciones y tal vez por actividad glacial.

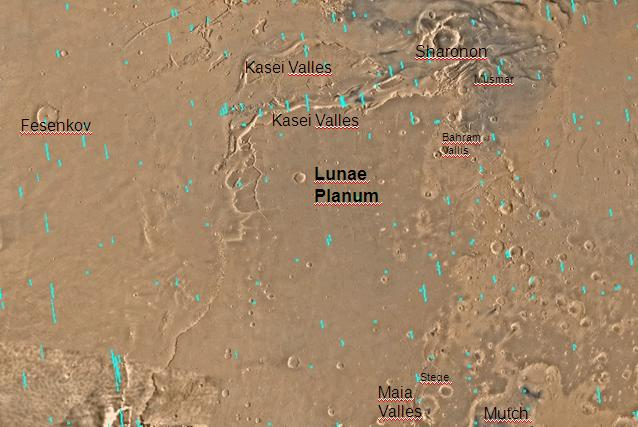
Mapa de Lunae Palus con etiquetas. Kasei Valles es un valle fluvial antiguo muy grande.
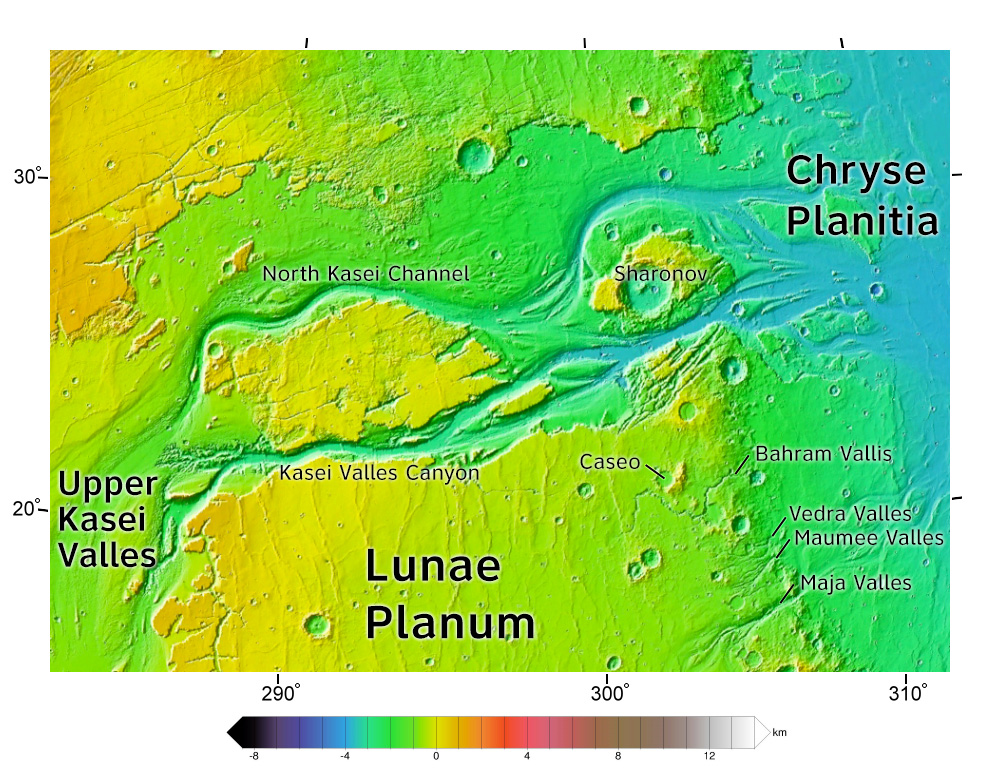
Área alrededor del norte de Kasei Valles, que muestra las relaciones entre Kasei Valles, Bahram Vallis, Vedra Valles, Maumee Valles y Maja Valles . La ubicación del mapa está en el cuadrángulo de Lunae Palus e incluye partes de Lunae Planum y Chryse Planitia .
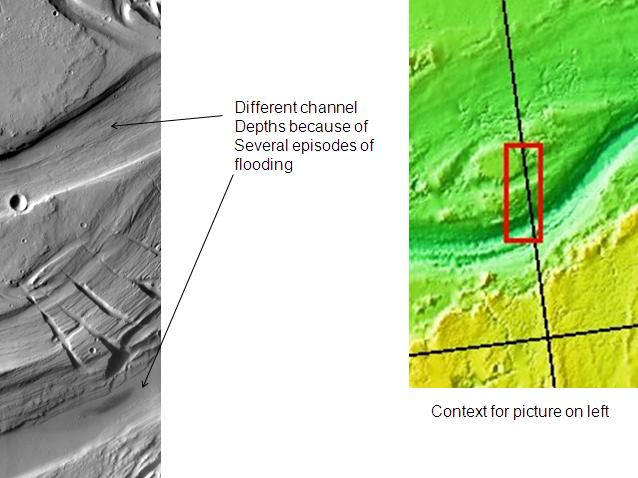
Kasei Valles, visto por THEMIS .

## Depósitos de piso alineados
Los pisos de algunos canales tienen elementos llamados depósitos de piso alineados. Son materiales acanalados y acanalados que parecen desviarse alrededor de los obstáculos. Los científicos creen que son ricas en hielo. Algunos glaciares de la Tierra muestran tales características. Los depósitos de piso revestidos pueden estar relacionados con los delantales de escombros lobulados, que se ha demostrado que contienen grandes cantidades de hielo. Reull Vallis, como se muestra a continuación, muestra estos depósitos.

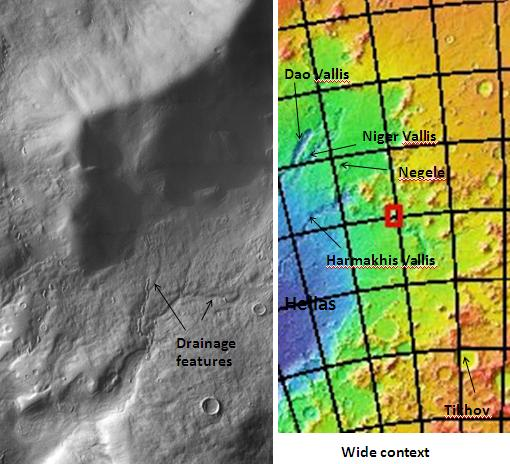
Elementos de drenaje en Reull Vallis, vistos por THEMIS . Haga clic en la imagen para ver la relación de Reull Vallis con otras características.
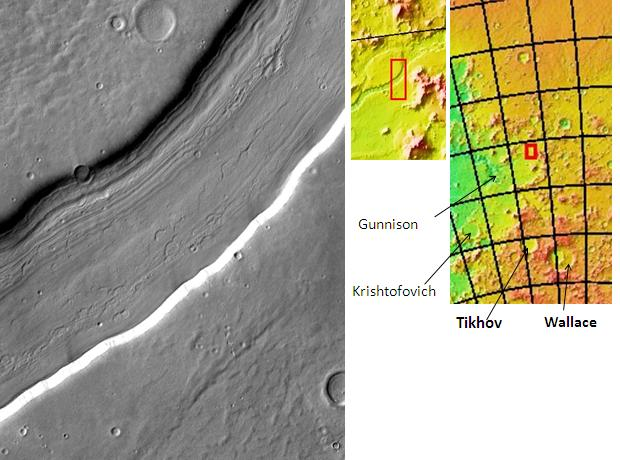
Reull Vallis con depósitos de suelo alineados, vistos por THEMIS . Haga clic en la imagen para ver la relación con otras características.
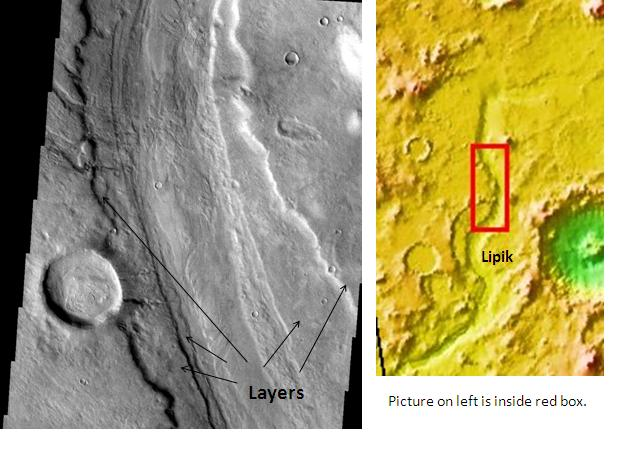
Capas en Reull Vallis, vistas por THEMIS .
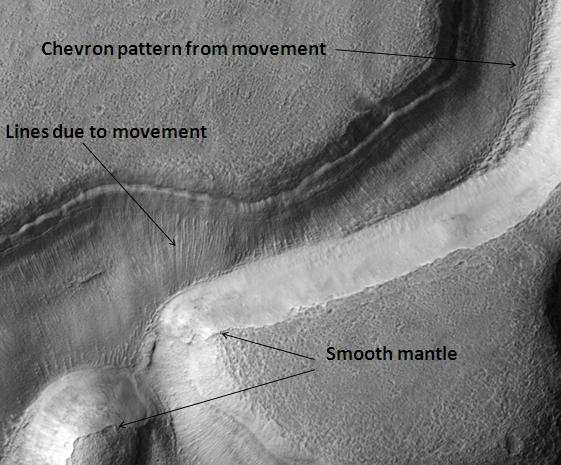
Niger Vallis con rasgos típicos de esta latitud, vistos por HiRISE . El patrón Chevon resulta del movimiento de material rico en hielo. Haga clic en la imagen para ver el patrón de chevron y el manto.

## Dao Vallis
Dao Vallis comienza cerca de un gran volcán, llamado Hadriaca Patera, por lo que se cree que recibió agua cuando el magma caliente derritió grandes cantidades de hielo en el suelo congelado. Las depresiones parcialmente circulares en el lado izquierdo del canal en la imagen a continuación sugieren que el minado de agua subterránea también proporcionó flujos de agua.

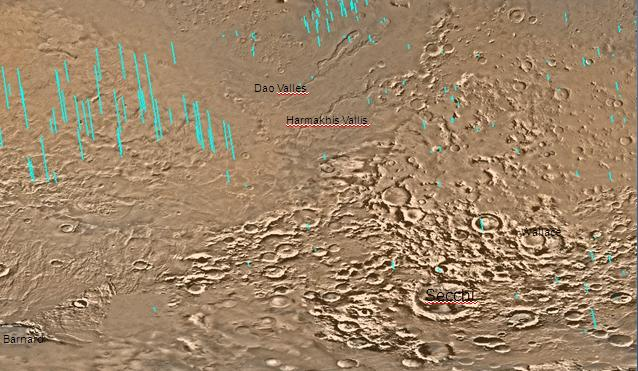
Mapa del cuadrángulo de Hellas con Dao Vallis en la mitad superior del mapa.
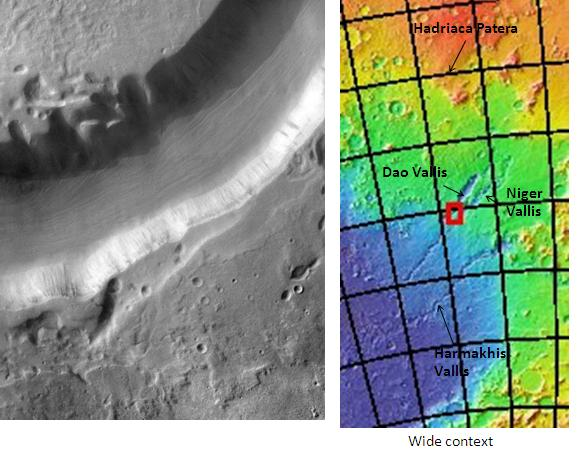
Dao Vallis, visto por THEMIS . Haga clic en la imagen para ver la relación de Dao Vallis con otras características cercanas.